# Birgitte Nyborg Christensen
Birgitte Nyborg (tidl. Birgitte Nyborg Christensen) er en fiktiv figur fra dramaserien Borgen (2010).